# Lac d'Engure
Le lac d'Engure ou Engures ezers  est le troisième plus grand lac de Lettonie, après le lac Lubans et le lac Rāzna. Situé entre les régions Zemgale et Kurzeme il s'étend sur 40,46 km2.

## Géographie
Le plan d'eau se trouve sur la pleine Maritime (Piejūras zemiene) datant de l'Holocène, qui s'étend sur toute la zone côtière de la Lettonie. Un cordon littoral d'1,5-2,5 km le sépare du golfe de Riga. Le lac comporte douze îles dont la plus importante est la Lielā sala (Grande île). 

## Hydrologie
L'alimentation du lac est assurée par les cours d'eau, la Dzedrupe, la Dursupe et la Jurģupe. Son émissaire Mērsraga kanāls, créé dans les années 1850, se jette dans le Golg de Riga. La superficie du bassin du lac s'étend sur 644 km2.

## Milieu naturel

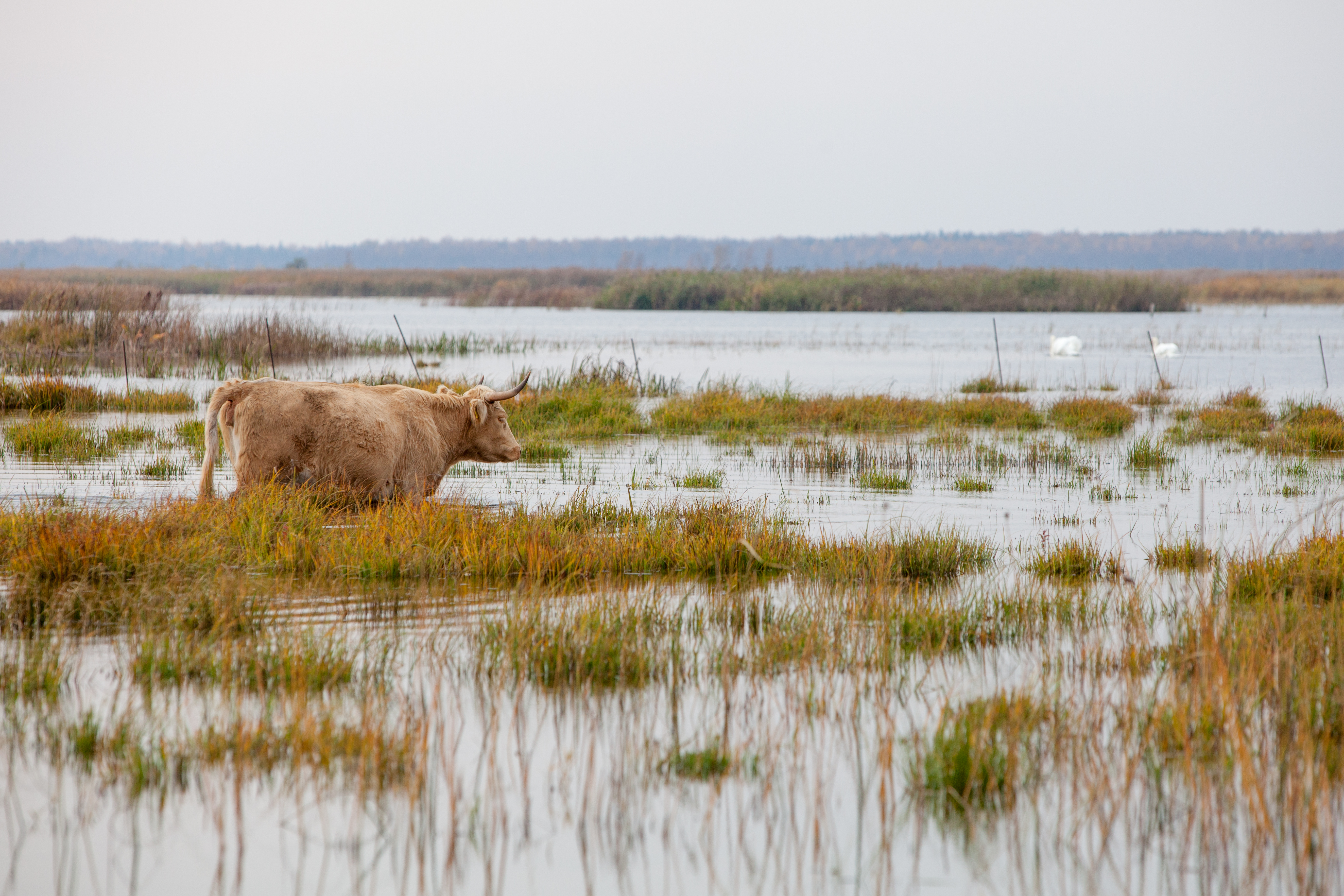
Highland (race bovine) dans le lac d'Engure. Octobre 2012.

Le site du lac représente une zone humide avec les rives planes, couvertes en grande partie par la végétation hélophyte. La profondeur moyenne est seulement de 0,4 m et la maximale n'excède 2,1 m. Le fond est constitué de sable mélangé avec les sédiments organiques et les morceaux de dolomite. On y dénombre 800 espèces de plantes et 16 espèces de poissons.

## Protection
Le lac se trouve sur le territoire du parc naturel du Lac d'Engure (en letton: Engures ezera dabas parks). La zone humide d'environ 19,7 ha autour est protégée par la Convention de Ramsar, particulièrement comme habitat des oiseaux d'eau. Du côté est se trouve le centre d'étude ornithologique et son observatoire d'oiseaux. La pêche est autorisée sur une partie de l'étendue d'eau.